# Scrat
Scrat  è uno dei principali personaggi della serie cinematografica L'era glaciale. Appare in tutti i film e cortometraggi della saga ed è doppiato da Chris Wedge (in realtà non parla, ma emette squittii e urla). Partorito dalla mente di Michael J. Wilson e sua figlia Flora, Scrat inizialmente doveva essere solo un cameo nel primo film, ma venne amato così tanto dal pubblico che gli vennero assegnate altre scene.
È diventato anche il protagonista della sua serie di cortometraggi, attualmente composta da Gone Nutty, Una ghianda è per sempre, Scrat: Spaced Out, da due altri cortometraggi che in realtà sono soltanto dei teaser trailer per il quarto e il quinto con scene originali solo alla fine e di una serie animata chiamata L'era glaciale - I racconti di Scrat. È uno dei più famosi e amati personaggi della saga e diventò la mascotte dei Blue Sky Studios durante i loro ultimi anni ed era presente nel loro logo di produzione.
La specie a cui appartiene, definita "scoiattolo dai denti a sciabola" era una specie immaginaria al momento della scrittura del film. Tuttavia nel 2011 è stato descritto un mammifero estinto che gli somiglia, che è stato chiamato Cronopio dentiacutus.

## Descrizione
Scrat ha denti affilati, orecchie corte e pelose, una coda grigia dalle strisce nere e tigrate e la pelliccia marrone: simpatico, ma sfortunato, impacciato, maldestro e un po' goffo, dall'aspetto a metà tra uno scoiattolo e un ratto (da cui il nome, contrazione delle parole inglesi squirrel, che vuol dire "scoiattolo", e rat, che significa "ratto"), viene rappresentato principalmente attraverso la sua attività di raccogliere e immagazzinare ghiande, che diventa ossessione laddove il rischio che corre è palesemente di gran lunga maggiore.
Il suo nome non viene mai pronunciato durante alcun film della serie, si può sentire solamente nel trailer del primo film e in quello del quinto film e si può vedere nei titoli di coda di ogni film. La designer newyorkese Ivy Silberstein afferma di aver inventato il personaggio nel 1999 col nome di Sqrat, e per tal motivo tentò di denunciare la Fox senza successo.
Scrat ricopre un ruolo secondario nel primo film, interpretando una propria missione. È stato poi scelto come protagonista di quattro cortometraggi: La nuova avventura di Scrat, Una ghianda è per sempre, Scrat Continental Crack Up e Scrat-Astrofe cosmica (nel primo Scrat se la dovrà vedere con una montagna di ghiande; nel secondo, invece, troverà e userà accidentalmente una macchina del tempo mentre gli altri sono anteprime degli ultimi due film). Nel terzo film si innamora di Scratte (pronuncia: scratti, in italiano tradotto come Scrattina), una scoiattolina volante della sua stessa specie. I guai che combina con la sua ghianda hanno spesso ripercussione sulle vicende dei protagonisti dei film: nel secondo film salva loro la vita, mentre nel quarto innesca la deriva dei continenti dividendoli in due gruppi.

### Personalità
Scrat è noto per la sua ossessione verso le ghiande, in particolare la propria, tuttavia ha anche mostrato di avere un cuore d'oro e di essere intelligente e scaltro, sebbene lo mostri poche volte dato che solitamente è visto seppellire la propria ghianda. A causa della sua ingenuità ha causato involontariamente due incidenti, ovvero la deriva dei continenti e il deviato schianto di un meteorite sulla Terra, inoltre Scrat è innamorato di Scrattina.

## Biografia

### L'era glaciale
Il personaggio appare per la prima volta all'inizio del film, quando cerca di seppellire la sua amata ghianda. Provoca una crepa che divide in due un ghiacciaio che comincia a chiudersi intorno a lui, rischiando di schiacciarlo. Scrat riesce miracolosamente, nonostante si fosse inizialmente incastrato, a fuggire in tempo con la sua ghianda e atterra assieme a lei sano e salvo su un terreno solido. Qui, però, viene calpestato da diversi animali che stanno attuando una migrazione dall'era glaciale e lo scoiattolo rimane appiccicato sotto la zampa di uno di loro, che inizia a schiacciarlo ad ogni passo.
Più tardi Scrat, che è riuscito a staccarsi dal piede dell'animale e ad allontanarsi dal flusso migratorio, in una notte tempestosa si arrampica su un albero e viene colpito da un fulmine prima che possa sotterrare la sua ghianda, rimanendo ferito ma vivo.
In seguito quando uno dei protagonisti, Sid, trova la sua ghianda in un albero e cerca di mangiarla, Scrat lo attacca comicamente e si riprende la sua ghianda agitando il pugno al bradipo.
In seguito Scrat si dirige a Sud dove incontra i tre protagonisti: Manny, Sid e Diego. Questi gli chiedono indicazioni sugli umani e Scrat cerca di mimare di non aver visto degli umani passare di là, bensì un branco di tigri dai denti a sciabola. Manny e Sid comprendono solo la parola branco e Scrat cerca di avvertirli che Diego ne è un membro, indicandolo ripetutamente. Prima che gli altri due possano vedere e capire, Diego con un dito della zampa lancia via Scrat, che scivola giù lungo un pendio ghiacciato venendo rivestito di neve e diventando un'enorme palla.
In seguito Scrat si sposta più a Nord e lì entra dentro una caverna di ghiaccio. Come Manny, Sid e Diego, cade da uno scivolo ghiacciato venendo separato dalla sua ghianda. Dopo essere uscito dal labirinto di scivoli, Scrat incastona soddisfatto la sua ghianda nel ghiaccio fino a quando non vede di nuovo i tre protagonisti che si stanno dirigendo verso di lui a grande velocità. Terrorizzato, lo scoiattolo cerca di rimuovere la sua ghianda per togliersi di mezzo ma non ci riesce e viene investito prima da Sid, poi da Diego ed infine da Manny. Scrat, una volta ripresosi dalla botta, scambia il disegno di una ghianda su una parete per una ghianda vera, sbattendo la testa cercando di prenderla e rimanendo di nuovo privo di sensi.
Più tardi, al Mezzo Picco, Scrat si introduce nella caverna dei tre protagonisti con una sua ghianda chiusa in un blocco di ghiaccio e prova a liberarla con il fuoco che gli altri avevano acceso. Tuttavia la ghianda diventa un pop-corn, lasciandolo scoraggiato.
Dopo la scena finale e prima dei titoli di coda, 20.000 anni dopo le ere glaciali, apparentemente nel futuro, Scrat è congelato con la sua ghianda in un blocco di ghiaccio e finisce alla deriva, fino a spiaggiarsi su un'isola. A un certo punto il ghiaccio inizia a sciogliersi, liberando la ghianda (che cade sulla spiaggia proprio davanti a Scrat), e parte del corpo dello scoiattolo. Quest'ultimo prova a prendere la ghianda con diversi tentativi, finché un'onda non la porta via, facendolo disperare. Liberatosi dal blocco di ghiaccio e totalmente fuori di se, sbatte la testa contro un albero facendo cadere una noce di cocco, che pensa di sostituire alla ghianda. Cerca quindi di sotterrarla, ma crea un'altra crepa nel terreno, che causa l'eruzione di un vulcano. Sconvolto, Scrat lancia un breve sorriso verso lo spettatore.

### L'era glaciale 2 - Il disgelo
Due mesi dopo gli eventi del primo film Scrat, dopo essere arrivato a Sud assieme ad altre mandrie di animali, trova la sua ghianda incastonata in una parete di ghiaccio. Scrat si arrampica velocemente sul muro ghiacciato e la raggiunge. Con molto sforzo, riesce a strappare la ghianda dalla parete ma sente un rimbombo provenire dall'interno di questa. Molti schizzi d'acqua iniziano ad uscire e Scrat li blocca con tutte le sue zampe, mettendo la sua ghianda sulla testa. Alla fine un ennesimo spruzzo d'acqua esce e Scrat, non avendo altro modo, decide di tapparlo con la bocca. L'acqua inizia a gonfiarlo fino a farlo volare via, facendogli perdere di nuovo la ghianda. Dopo essere tornato al suo normale fisico, Scrat precipita sbattendo contro diverse pareti fino a finire su una specie di scivolo di ghiaccio. Subito dopo essersi ripreso, lo scoiattolo viene spazzato via da un giovane animale che si stava divertendo a scivolare ed entrambi cadono infine in un vasto parco acquatico.
Scrat, dopo essere uscito dal parco acquatico, trova la sua ghianda che galleggia sott'acqua proprio sotto uno strato di ghiaccio sottile. Scrat salta ripetutamente sul ghiaccio, rompendolo e finendo sott'acqua al posto della ghianda. Tramite un foro, riemerge con la testa e con i denti inizia a scavare nel ghiaccio fino a liberarsi. Riesce a uscire dall'acqua, ma con un pezzo di ghiaccio attorno al collo, che lo sbilancia facendolo cadere su un blocco di ghiaccio e facendo allo stesso tempo saltare via la ghianda, che finisce su una colonna ghiacciata.
Più tardi Scrat, per arrivare alla ghianda, utilizza un lungo bastone per catapultarsi vero di essa. Il salto, però, risulta troppo corto e finisce in acqua.
Più tardi, Scrat utilizza uno degli scivoli d'acqua del parco acquatico abbandonato per catapultarsi. Questa volta riesce a prendere la ghianda, ma finisce di nuovo in acqua dove viene attaccato da dei piranha che cercano di morderlo. Uno di essi inghiotte la sua ghianda e a quel punto Scrat si infuria e prende a colpi di karate tutti i piranha. Schiaccia, poi, quello che gli aveva mangiato la ghianda, facendogliela risputare. Lo scoiattolo è pronto per andarsene vittorioso, ma un condor gliela toglie dalla zampa e la porta nel suo nido, lasciandolo deluso.
Più tardi Scrat va nel nido e si riprende la ghianda. All'improvviso si schiude un uovo e ne esce un pulcino che vuole mangiargliela. Ha inizio uno scontro fra i due, fino a quando non arriva il padre del pulcino. Questo si arrabbia con lo scoiattolo e lo scaccia con un calcio dal nido, sfondandolo.
Più tardi Scrat va nel nido di nuovo e riesce a prendersi la ghianda. Il condor e il suo pulcino se ne vanno perché il muro di ghiaccio davanti al loro nido si sta rompendo definitivamente e sta per uscirne un'onda d'acqua. Infatti Scrat viene spazzato via dall'acqua e trascinato via dalla corrente mentre è ancora nel nido con ancora la sua ghianda in mano che urla terrorizzato.
In seguito Scrat si arrampica di nuovo su un ghiacciaio con la sua ghianda e la sotterra inavvertitamente, provocando di nuovo una spaccatura. Il ghiacciaio si divide in due, lasciandolo in bilico sulla crepa. Cerca di aggapparsi ad entrambe le parti tenendo la sua ghianda con una zampa posteriore, ma arriva a un punto in cui non riesce più a resistere e cade nell'acqua assieme alla sua ghianda. Tutto ciò salverà Manny, Sid, Diego, Ellie, Crash, Eddie e tutti gli animali della valle, facendo defluire tutta l'acqua provocata dal disgelo.
In una scena prima dei titoli di coda, Scrat sta vivendo un'esperienza di pre-morte in cui è nel paradiso degli scoiattoli. Qui trova inizialmente un sacco di ghiande ed infine una gigantesca. Corre per abbracciarla fino a quando viene rianimato da Sid che gli ha fatto la RCP per salvarlo. Scrat, infuriato per non aver potuto toccare la ghianda, comincia ad inseguire Sid, picchiandolo.

### L'era glaciale 3 - L'alba dei dinosauri
Un anno dopo il secondo film, Scrat trova la sua ghianda sull'orlo di un precipizio e riesce a raggiungerla tramite un rametto che fungeva da ponte. Arrivato scopre che qualcuno l'ha rubata. Non appena si volta da dietro un albero e vede che il ladro non è altro che Scrattina, ne resta affascinato ma quando nota che ha la ghianda decide di riprenderla per averla per sé. Così si prende la ghianda ma s'impietosisce nel vedere Scrattina piangere e per chiederle scusa gli dà il frutto e lei smette di piangere. Ma poi succede che entrambi i due roditori cominciano a litigare per la ghianda e Scrat fa involontariamente cadere la "fidanzata" nel burrone. A questo punto allo scoiattolo non resta che salvarla e buttandosi con la ghianda la raggiunge. Lei però si rivela essere uno scoiattolo volante e prendendosi la ghianda vola via e Scrat cade a terra venendo travolto dai protagonisti del film.
Più tardi, viene accidentalmente usato dal bradipo Sid come una palla per giocare con i tre cuccioli di dinosauro e poco dopo ritrova Scrattina e ricomincia a fare l'egoista per prendersi la ghianda ma sia lui che lo scoiattolo volante, durante il litigio, finiscono nel cadere nella solfatara venendo così imprigionati in una bolla. Ma quando dopo molte fatiche riesce a raggiungere la ghianda imprigionata in un'altra bolla egli commette l'errore di forare la bolla con i suoi denti a sciabola e cade nel mondo sotterraneo dei dinosauri finendo incollato ad una palma. Viene raggiunto da Scrattina la quale gli strappa la ghianda che era rimasta incollata su di lui e nel farlo fa una "ceretta" e il povero Scrat urla per il dolore.
Dopo che i protagonisti hanno attraversato l'Abisso della Morte e continuano il viaggio alla ricerca di Sid, anche i due roditori lo attraversano e dopo aver riso un po' poiché avevano respirato l'elio continuano l'inseguimento. Nella notte, durante il litigio per la ghianda i due dopo aver "ballato un tango" finiscono sull'orlo di un precipizio dove c'è però la lava e questo fa svenire Scrattina. Scrat usa i denti della compagna come un rampino e si salva assieme a lei che svegliandosi comincia a considerarlo un eroe e i due scoiattoli si baciano e alla fine partono per il viaggio di nozze sulle note della canzone "Alone Again (Naturally)" dimenticandosi della ghianda e sposandosi.
Nel finale del film si scopre che Scrattina comincia però a schiavizzare Scrat che decide di sbarazzarsi di lei uscendo dall'albero ritrovando la ghianda ma quando si appresta a salire in superficie viene raggiunto da una furiosa Scrattina e ricominciando a litigare fa conficcare la ghianda nel terreno e provocando la fuoriuscita di gas i due vengono spazzati via con un sasso che sale come un missile e Scrat fa mollare la presa all'ex amata che precipita a terra rimanendo nel mondo dei dinosauri e lui torna nella tundra con la ghianda. Sfortunatamente un pezzo di ghiaccio ripiomba a terra facendogli sfuggire la ghianda che ritorna nel mondo sotterraneo e lui, rimasto di nuovo solo come al solito e senza ghianda, si mette a urlare frustrato.

### L'era glaciale 4 - Continenti alla deriva
Diciannove anni dopo gli eventi del terzo film, Scrat è alle prese a sotterrare la sua ghianda (non si sa se è sempre la stessa o è una nuova) ma provoca accidentalmente la deriva dei continenti dopo essere finito al centro della terra, finendo in seguito su un piccolo iceberg alla deriva e perdendo nuovamente la sua amata ghianda cominciando ad urlare in frustrazione.
Più tardi, Scrat raggiunge una piccola isola deserta dove trova una mappa sotto al mare e per arrivarci usa una grossa roccia per arrivare in profondità: scopre quindi che si tratta di una mappa del tesoro che conduce alla città di Scratlantide, un luogo pieno di ghiande.
Tuttavia Scrat viene catturato dal perfido Gigantopithecus Capitan Sbudella e la sua ciurma. Sbudella cerca quindi di costringere lui e Manny, Sid e Diego (anche loro catturati) ad unirsi alla sua ciurma ma Manny rifiuta ripetendo che niente impedirà loro di tornare a casa, questo causa l'ira di Sbudella che decide di buttarli in mare ma fortunatamente Manny rompe l'albero maestro liberandosi e distruggendo la nave liberando contemporaneamente Sid e Diego mentre Scrat, scappato nel frattempo dato che non era legato a differenza di loro, si arrampica nelle sporgenze della nave e calcia via con disprezzo uno dei ratti membri della ciurma prima di prepararsi anche lui ad affondare.
In seguito, come gli altri protagonisti, finisce anche lui a Switchback Cove e cerca di usare uno dei piani fogliari che gli iraci hanno usato per distrarre Sbudella e la sua ciurma mentre Manny, Sid, Diego e Nonnina rubavano la loro nuova nave per tornare a casa posiziondosi la mappa sulla testa come elmetto e salta da una scogliera cercando di volare ma a causa del vento sbatte diverse volte nella direzione opposta e, proprio quando sembra che stia per volare, viene ingoiato da uno squalo.
Dopo essere riuscito ad uscire dallo squalo, Scrat cammina sull'oceano grazie a un blocco di ghiaccio determinato nella sua ricerca ma viene distratto da una sirena che si trasforma in Scrattina per ammaliarlo e condurlo alla sua morte ma Scrat la rifiuta ricordandosi dell'incidente tra lui e Scrattina. Tuttavia viene ammaliato quando la sirena si trasforma in una ghianda ma la sotterra uccidendola provocando le ire delle altre sirene che lo inseguono colpendolo dopo aver preso le forme di ghiande.
Alla fine del film, Scrat è esausto a bordo di un piccolo iceberg dopo aver viaggiato per giorni nell'oceano, fortunatamente scopre di essere finalmente arrivato a Scratlantide, dove viene accolto come un fratello da un suo simile antropomorfo e capace quindi di parlare, il quale lo porta a fare un giro nell'isola ma Scrat rimane incantato dalla quantità di ghiande e la sua natura da roditore lo spinge a prendere tutte le ghiande che può perdendo il controllo e alla fine ne prende una gigante che fungeva da tappo facendo accidentalmente sprofondare la città nell'oceano e finendo solo e senza ghiande in un deserto dove comincia ad urlare in frustrazione.

### L'era glaciale - In rotta di collisione
Due anni dopo gli eventi del quarto film e dopo essere scappato dal deserto, Scrat è ancora alla ricerca di ghiande e finisce in una grotta in cui si ritrova a guidare un UFO che si scongela e finisce nello spazio dove spedisce accidentalmente un gigantesco asteroide verso la Terra, con suo grande shock.
Più tardi, ha difficoltà con la tecnologia dell'astronave che gli fa perdere più di una volta la sua amata ghianda.
Verso la fine del film, cerca di tornare sulla Terra ma finisce per ostacolare accidentalmente il piano dei protagonisti dirottando l'asteroide dopo esserci sbattuto.
Dopo che l'asteroide è stato fermato, Scrat è ancora bloccato nello spazio e uccide accidentalmente tutta la vita su Marte e in seguito, dopo essere tornato spaventato sulla nave e scappato dal pianeta, viene colpito dalle porte dell'astronave.

### L'era glaciale - I racconti di Scrat
In questa serie animata Scrat scopre di aver avuto un figlio e decide di accudirlo e crescerlo. Tuttavia dovrà lottare tra il suo amore per il figlio e la sua ossessione per la famigerata ghianda.

## Il doppiaggio
In tutti media in cui appare, Scrat è doppiato da Chris Wedge, co-creatore della saga e regista del primo film, il quale, poiché l'animale non parla, si limita a prestare la sua voce per squittii, grugniti e urla. Di conseguenza, nei doppiaggi delle altre lingue è stata lasciata la voce originale di Wedge.